# Angelika anya
Angelika anya (az angyali üdvözletről nevezett Mária Angelika Annunciáta nővér) született Rita Antoinette Rizzo) (Canton, Ohio, 1923. április 20. – Hanceville, Alabama, 2016. március 27.) olasz származású amerikai klarissza apáca, a klarisszák örökimádó ágából.

## Életpályája
Nevét Casciai Szent Rita után kapta. 1944-ben lépett be a ferences rend női ágába, a klarisszákhoz. 1995-ben látomásokban többször látta a gyermek Jézus Krisztust.
1981-ben alapította az Örök Ige Televíziós Hálózatot (Eternal Word Television Network – EWTN), a legnépszerűbb amerikai és nemzetközi katolikus tévécsatornát, melyet 144 országban 230 millióan néznek. 2000-ben lemondott a vezetéséről.
2001-ben agyvérzést kapott, majd részben lebénult.